# 첼로 소나타 (프로코피예프)
《첼로 소나타 다장조, 작품번호 119번》은 1949년 세르게이 프로코피예프가 작곡한 첼로와 피아노를 위한 작품이다. 그 전 해에 프로코피예프는 즈다노프 법령으로 형식주의로 기소되었고 그의 음악 대부분이 금지되었다. 그러나 그는 새로운 곡이 대중에게 공연될지 확신할 수는 없었지만 음악을 계속 작곡했다.
1949년 프로코피예프는 므스티슬라프 로스트로포비치가 연주하는 니콜라이 먀스콥스키의 《첼로 소나타 가단조 작품번호 81》 연주회에 참석하였다. 프로코피예프는 로스트로포비치의 연주에 깊은 인상을 받아 그를 위한 첼로 소나타를 쓰기로 결심했다. 동시에 프로코피예프는 소년 합창과 소관현악을 위한 《겨울 화톳불 작품번호 122》, 발레음악 《돌꽃 작품번호 118》, 관현악곡 《푸시킨 왈츠 작품번호 120》을 작곡하였다. 첼로 소나타는 1951년 모스크바에서 출판되었다.

## 구조
소나타는 3악장으로 구성되었다.
- 1악장: 안단테 그라베
- 2악장: 모데라토
- 3악장: 알레그로, 마 논 트로포

일반적 공연시간은 약 25분이다.

## 공연
이 작품은 1950년 3월 1일 모스크바 음악원의 작은 홀에서 로스트로포비치의 연주와 스뱌토슬라프 리흐테르의 피아노 연주로 초연되었다. 그의 회고록에서 리히터는 다음과 같이 썼다. 
 우리는 프로코피예프의 첼로 소나타의 첫 공연을 하였다. 콘서트에서 연주하기 전에, 우리는 작곡가 연합에서 공연을 해야했는데, 이 연합의 구성원들이 모든 새로운 작품의 운명을 결정했다. 이들 앞에서의 연주에서 그들은 다른 무엇보다도 프로코피예프가 새로운 걸작을 만들었는지, 또는 이와는 반대로 '사람들의 영감에 악영향을 주는 곡을 만들었는지를 정해야 했다. 3개월 후, 우리는 라디오위원회의 모든 작곡가들이 모인 총회에서 다시 연주해야 했으며, 그 다음 해 1950년 3월 1일 우리는 비로소 모스크바 음악원의 작은 홀에서 일반 첫 공연을 할 수 있었다. 
 그의 일기에서 먀스콥스키는 다음과 같이 찬사를 보냈다. "어제 로스트로포비치와 리흐테르가 프로코피에프의 첼로 소나타를 공개적으로 공연을 하였다- 엄청난 작품이었다!"

## 노트
1. 1 2 3  PROGRAM NOTES Recital William De Rosa and Noreen Cassidy Polera 보관됨 2019-05-15 - 웨이백 머신, September 1, 2005